# Sedem modrecev iz bambusovega gaja
Sedem modrecev iz bambusovega gaja, znanih tudi kot sedem vrednih iz bambusovega gaja (tradicionalno kitajsko 竹林七賢, poenostavljeno kitajsko 竹林七贤, pinjin Zhúlín Qī Xián), je bila skupina kitajskih učenjakov, pisateljev in glasbenikov iz 3. stoletja n. št. Vsi posamezniki so resnično obstajali, njihova medsebojna povezanost pa ni povsem zanesljiva. Več njih je bilo povezanih s šolo daoizma čingtan, kakršna je obstajala v državi Cao Vej. 
Sedem modrecev je ugotovilo, da so njihova življenja v nevarnosti, ko je na oblast prišla odkrito konfucijanska dinastija Džin iz klana Sima. Nekaj od sedmih napisanih pesmi je kritiziralo dvor in državno upravo ter pisalo literaturo z daoističnim vplivom. Vseh sedem modrecev ni imelo enakih pogledov. Nekateri so se poskušali prebiti skozi težke politične čase tako, da so samozavestno prevzeli vlogo pijanih šaljivcev in ekscentrikov, ki se izogibajo vladnemu nadzoru, na primer Liu Ling, nekateri pa so se na koncu pridružili dinastiji Džin, na primer Vang Rong. Ne glede na to, koliko so bili osebno vključeni v duhovite pogovore ali razprave (qingtan) ali pa tudi ne, so sami postali subjekt tega v Novi pripovedi o zgodbah sveta (世說新語, pinjin Shìshuō Xīnyǔ).

## Sedem modrecev
Sedem modrecev so bili Dži Kang (ali Ši Kang), Liu Ling, Ruan Dži, Ruan Šjan, Šjang Šju, Vang Rong in Šan Tao. 
Tradicionalno se prikazuje, da je skupina želela pobegniti spletkam, korupciji in zadušljivemu vzdušju dvornega življenja v politično preobremenjenem obdobju treh kraljestev v kitajski zgodovini. Zbrali so se v bambusovem nasadu blizu Dži Kangove hiše v Šanjangu v sedanji provinci Henan, kjer so uživali in v svojih delih hvalili preprosto rustikalno življenje, kar je bilo v nasprotju s politiko dvora. Sedem modrecev je zagovarjalo uživanje alkoholnih pijač, psihoaktivnih drog, osebno svobodo, spontanost in slavljenje narave. 
Ji Kangova zavrnitev dela za novi režim je na koncu privedla do njegove usmrtitve. Podeželsko življenje skupine je postalo običajna tema za umetnost in navdihnila še druge umetnike, ki so se v času političnih prevratov želeli umakniti. 
S sedmimi modreci se povezuje Rong Čiči, ki je v resnici živel precej prej. Povezava je upodobljena v nekaterih apokrifnih umetninah iz 4. stoletja v grobnici blizu Nankinga. 
Za sedem modrecev ali simbol, ki so postali, velja, da so vplivali na kitajsko poezijo, glasbo, umetnost in celotno kulturo. 

## Galerija
Sedem modrecev ni navdihovalo samo več generacij pesnikov, ampak tudi slikarje in druge umetnike. 
- Sedem vrednih iz bambusovega gaja (dinastija Cao Vej)
- Sedem modrecev iz bambusovega gaja; skupini je dodan anahronistični ali nesmrtni Rong Čiči;  drgnjenka na opeki iz grobnice Vzhodnega Džina
- Sedem modrecev iz bambusovega gaja in Rong Čiči, detajl reliefa z ulite opeke, najdene v grobnici Vzhodnega Džina ali južnih dinastij v bližini Nankinga; na levi je Šan Tao in na desni Vang Rong
- Sedem modrecev iz bambusovega gaja in Rong Čiči; na levi je Rong Čiči in na desni Ruan Šjan
- Sedem modrecev iz bambusovega gaja, izvezenih na temno modrem svilenem satenu (1860–1880)
- Sedem svetnikov iz bambusovega gaja, slika na tleh v Dolgem hodniku Poletne palače v Pekingu
- Sedem svetnikov iz bambusovega gaja in deček, Kanojska šola japonskega slikarstva iz obdobja Edo